# Szymon Mayblum
Szymon Józef Mayblum (ur. 28 czerwca 1895 w Brzeżanach, zm. 29 września 1939 w Mielnikach) – major żandarmerii Wojska Polskiego, działacz niepodległościowy.

## Życiorys
Szymon Józef Mayblum urodził się 28 czerwca 1895, w Brzeżanach, w rodzinie Maurycego i Augusty z Oczeretów. W latach 1913–1914 był członkiem Polskich Drużyn Strzeleckich we Lwowie . W czasie I wojny światowej walczył jako ułan w szeregach 2 szwadronu kawalerii, a następnie II dywizjonu i 2 pułku ułanów Legionów Polskich. W czasie walk został ranny. W maju 1915 leczył się w Szpitalu Rezerwowym nr 2 Stiftskas w Wiedniu, następnie w Pötzleinsdorf (obecnie część Wiednia). 
Od 1918 roku służył w Żandarmerii Polowej. Następnie był zatrudniony w Wojsku Polskim, w charakterze urzędnika wojskowego XI rangi. W grudniu 1923 został przeniesiony z 1 dywizjonu żandarmerii do Powiatowej Komendy Uzupełnień Inowrocław na stanowisko oficera ewidencyjnego Inowrocław. W lutym 1924 został odkomenderowany do Powiatowej Komendy Uzupełnień Warszawa Miasto III. Z dniem 1 marca 1924 Prezydent RP przemianował go na oficera zawodowego w stopniu porucznika ze starszeństwem z dniem 1 grudnia 1920 i 12. lokatą w korpusie oficerów administracji, dział kancelaryjny. W kwietniu tego roku został wyznaczony na stanowisko referenta inwalidzkiego w PKU Warszawa Miasto III. W lutym 1925 roku został przeniesiony z korpusu oficerów administracji do korpusu oficerów żandarmerii, w stopniu porucznika ze starszeństwem z dniem 1 grudnia 1920 roku i 1,8 lokatą, z równoczesnym wcieleniem do 1 dywizjonu żandarmerii i przydzieleniem do Wydziału Żandarmerii Departamentu Piechoty Ministerstwa Spraw Wojskowych na stanowisko referenta. 12 kwietnia 1927 roku awansował na kapitana ze starszeństwem z dniem 1 stycznia 1927 roku i 6. lokatą w korpusie oficerów żandarmerii. W czerwcu tego roku został przeniesiony do utworzonego Dowództwa Żandarmerii Ministerstwa Spraw Wojskowych w Warszawie. Z dniem 4 października 1927 roku został przeniesiony służbowo na pięciomiesięczny kurs aplikacyjny oficerów młodszych w Dywizjonie Szkolnym Żandarmerii w Grudziądzu, z równoczesnym zwolnieniem z zajmowanego stanowiska na czas pobytu na kursie. W 1928 roku, po ukończeniu kursu, kontynuował służbę w Dowództwie Żandarmerii MSWojsk., a cztery lata później w 1 dywizjonie żandarmerii w Warszawie. W grudniu 1934 roku ogłoszono jego przeniesienie z Dowództwa Żandarmerii MSWojsk. do Korpusu Ochrony Pogranicza na stanowisko zastępcy dowódcy dywizjonu żandarmerii KOP w Warszawie. Na tym stanowisku pełnił służbę do września 1939 roku. 27 czerwca 1935 roku awansował na majora ze starszeństwem z dniem 1 stycznia 1935 roku i 3. lokatą w korpusie oficerów żandarmerii.
W czasie kampanii wrześniowej dowodził batalionem sztabowym Grupy KOP. 18 września z polecenia dowódcy Grupy KOP, gen. bryg. Wilhelma Orlik-Rückemanna przeprowadzić miał „szybkie dochodzenia i ukarać winnych” mieszkańców miejscowości Bereźno (Bereźce), położonej na trasie Dawidgródek-Stolin, którzy wystawili bramę powitalną dla Armii Czerwonej. W nocy z 28 na 29 września 1939, w lesie na wschód od wsi Mielniki, po krótkiej walce z Sowietami został przez nich rozstrzelany.

## Ordery i odznaczenia
- Krzyż Niepodległości – 6 czerwca 1931 „za pracę w dziele odzyskania niepodległości”[18]
- Krzyż Walecznych dwukrotnie[19]
- Złoty Krzyż Zasługi – 11 lipca 1938 „za zasługi w służbie Korpusu Ochrony Pogranicza”[20]
- Srebrny Krzyż Zasługi – 10 listopada 1928 „w uznaniu zasług położonych w poszczególnych działach pracy dla wojska”[21][22]
- Medal Zwycięstwa[23]